# Seringes-et-Nesles
Seringes-et-Nesles és un municipi francès situat al departament de l'Aisne i a la regió dels Alts de França. L'any 2007 tenia 284 habitants.

## Demografia

### Població
El 2007 la població de fet de Seringes-et-Nesles era de 284 persones. Hi havia 91 famílies de les quals 12 eren unipersonals (4 homes vivint sols i 8 dones vivint soles), 24 parelles sense fills, 39 parelles amb fills i 16 famílies monoparentals amb fills.
La població ha evolucionat segons el següent gràfic:
Habitants censats

### Habitatges
El 2007 hi havia 116 habitatges, 96 eren l'habitatge principal de la família, 15 eren segones residències i 6 estaven desocupats. 114 eren cases i 1 era un apartament. Dels 96 habitatges principals, 77 estaven ocupats pels seus propietaris, 14 estaven llogats i ocupats pels llogaters i 5 estaven cedits a títol gratuït; 2 tenien una cambra, 2 en tenien dues, 15 en tenien tres, 26 en tenien quatre i 51 en tenien cinc o més. 83 habitatges disposaven pel capbaix d'una plaça de pàrquing. A 37 habitatges hi havia un automòbil i a 51 n'hi havia dos o més.

### Piràmide de població
La piràmide de població per edats i sexe el 2009 era:
| Homes | Edats   | Dones |
| ----- | ------- | ----- |
| 0     | 95 o +  | 0     |
| 4     | 90 a 94 | 0     |
| 0     | 85 a 89 | 0     |
| 4     | 80 a 84 | 4     |
| 0     | 75 a 79 | 4     |
| 4     | 70 a 74 | 4     |
| 4     | 65 a 69 | 0     |
| 8     | 60 a 64 | 8     |
| 8     | 55 a 59 | 4     |
| 4     | 50 a 54 | 4     |
| 4     | 45 a 49 | 4     |
| 8     | 40 a 44 | 8     |
| 20    | 35 a 39 | 16    |
| 12    | 30 a 34 | 8     |
| 4     | 25 a 29 | 0     |
| 12    | 20 a 24 | 12    |
| 16    | 15 a 19 | 4     |
| 24    | 10 a 14 | 8     |
| 4     | 5 a 9   | 4     |
| 0     | 0 a 4   | 12    |

## Economia
El 2007 la població en edat de treballar era de 190 persones, 141 eren actives i 49 eren inactives. De les 141 persones actives 119 estaven ocupades (73 homes i 46 dones) i 22 estaven aturades (8 homes i 14 dones). De les 49 persones inactives 14 estaven jubilades, 17 estaven estudiant i 18 estaven classificades com a «altres inactius».

### Ingressos
El 2009 a Seringes-et-Nesles hi havia 92 unitats fiscals que integraven 270,5 persones, la mediana anual d'ingressos fiscals per persona era de 15.791 €.

### Activitats econòmiques
Dels 12 establiments que hi havia el 2007, 1 era d'una empresa de fabricació d'elements pel transport, 2 d'empreses de fabricació d'altres productes industrials, 3 d'empreses de construcció, 4 d'empreses de comerç i reparació d'automòbils, 1 d'una empresa de transport i 1 d'una empresa classificada com a «altres activitats de serveis».
Dels 3 establiments de servei als particulars que hi havia el 2009, 1 era un taller de reparació d'automòbils i de material agrícola, 1 lampisteria i 1 perruqueria.
L'any 2000 a Seringes-et-Nesles hi havia 6 explotacions agrícoles que ocupaven un total de 1.008 hectàrees.

## Poblacions més properes
El següent diagrama mostra les poblacions més properes.